# 장 로슈포르
장 로슈포르(Jean Rochefort, 1930년 4월 29일 ~ 2017년 10월 9일)는 프랑스의 배우이다.

## 출연 작품

### 영화
- 카르투슈 (1962)
- 철가면 (1962, Le Masque de fer)
- Angélique, marquise des anges (1964)
- Merveilleuse Angélique (1965)
- 중국인의 모험 (1965)
- Angélique et le Roy (1966)
- 스파이 오퍼레이션 (1972)
- L'Héritier (1973)
- 생 폴의 시계상 (1974)
- 자유의 환상 (1974)
- 스파이 오퍼레이션 2 (1974)
- 축제는 시작된다 (1975)
- 더러운 손 (1975)
- Nous irons tous au paradis (1977)
- Who Is Killing the Great Chefs of Europe? (1978)
- Tandem (1987)
- 사랑한다면 이들처럼 (1990)
- 마르셀의 추억 (1990, Le Château de ma mère)
- 패션쇼 (1994)
- 리디큘 (1996)
- 플래카드 (2001)
- 기차를 타고 온 남자 (2002)
- 로스트 인 라 만차 (2002, Lost in La Mancha) - 다큐멘터리
- 팡팡 튤립 (2003)
- RRRrrrr!!! (2004)
- Les Dalton (2004)
- 랑페르 (2005)
- 텔 노 원 (2006)
- 미스터 빈의 홀리데이 (2007)
- El artista y la modelo (2012)
- 아스테릭스와 오벨릭스: 여왕폐하를 위하여 (2012, Astérix et Obélix : Au service de Sa Majesté)
- 쿠크하트: 시계심장을 가진 소년 (2013) - 목소리
- 아브릴과 조작된 세계 (2015) - 목소리

### 텔레비전
- 몽테크리스토 (1998)